# Docibilis al II-lea de Gaeta
Docibilis al II-lea (n. cca. 880 – d. cca. 954) a fost conducător al Gaetei, într-o funcție sau alta, de la 906 până la moarte.
Docibilis a fost fiul hypatus-ului Ioan I, care l-a numit coregent din anul 906.
Docibilis a luat parte la bătălia de la Garigliano din 915. În 930, el a început să își adauge titulature de dux, alături de cea de ypatus. Aceasta avea o semnificație aparte asupra statutului său, deși Imperiul Bizantin, față de care el a fost mereu vasal din punct de vedere legal, i-a recunoscut mereu cel puțin titlul de αρχον. Tatăl său a murit în 933 sau 934, astfel că Docibilis a devenit conducător unic al Gaetei. În această conjunctură, el a început să își manifeste independența față de Bizanț. El a renunțat la datarea imperială, prin care actele erau eliberate în funcție de domnia împăratului de la Constantinopol și, de asemenea, s-a aliat cu conducătorul longobard din Ducatul de Spoleto, Theobald I împotriva grecilor.
La rîndul ei, soția sa Orania a preluat titlul de ducesă, alături de cel de ypatissa, iar Docibilis l-a asociat pe fiul său, Ioan al II-lea, în poziția de co-duce. În 939, a renunțat la titlul de hypatus, înlocuindu-l cu cel (latin) de consul.
Docibilis și-a căsătorit fiica, cu principele longobard de Capua, Landulf al III-lea, pentru a strânge relațiile cu ceilalți nobili din sudul Italiei. De asemenea, Atenulf Megalu, gastald longobard de Aquino, s-a refugiat cerându-i protecția, însă niciuna dintre aceste acțiuni nu a îmbunătățit prea mult relațiile cu longobarzii. Astfel, Docibilis a fost atacat de către Landulf I de Benevento și a trebuit să admită pierderea unor teritorii. Mai târziu, el a chiar l-a luat prizonier pe abatele de Montecassino și nu s-a dar înlături de la a se alia cu sarazinii împotriva cărora luptase cândva.
Docibilis a fost succedat de fiul său Ioan al II-lea de Gaeta, iar apoi de Grigore, iar unui alt fiu, Marin i-a oferit Fondi, alături de titlul de dux, provocând practic sciziunea ducatului de Gaeta. Un alt fiu, Leon a obținut biserica San Erasmo din Formia de la Ioan al II-lea. Pe lângă acești fii, Docibilis a mai avut multe fiice, pe lângă Maria: Anna, Gemma, Drosu și Megalu.
El a murit cândva după 954 și înainte de 957. În ultimul său testament (datat în 954), palatul său din Gaeta, acum în ruine, era descris ca având "camere, coridoare, băi, aviarii, bucătării și curți ce ajungeau până la mare".